# 小野泰輔
小野 泰輔（おの たいすけ、1974年4月20日 - ）は、日本の政治家。衆議院議員（1期）、熊本県副知事（2期）を務めた。

## 来歴

### 生い立ち
東京都目黒区出身。幼少期に兵庫県明石市などに居住したのち、1983年に小平市に転居。1987年に小平市立小平第九小学校、1990年に小平市立小平第三中学校を卒業。
1993年に私立海城高校を卒業後、1994年に東京大学文科一類に入学し、当時大学教授だった蒲島郁夫のゼミに参加。
1999年に東京大学法学部を卒業すると、アンダーセンコンサルティング（現:アクセンチュア）に入社。
2000年から2002年には衆議院議員の藤島正之（自由党）の公設秘書を経験し、2002年から2008年まで明豊ファシリティワークス株式会社に勤めた。

### 熊本県副知事
2008年、東大のゼミの恩師である蒲島が熊本県知事選挙へ出馬した際に選挙を手伝い、蒲島の当選後、同県政策調整参与に就任。
2012年6月21日、当時全国最年少かつ熊本県政史上最年少の38歳で、同県に2人いる副知事の1人に起用された。
2015年11月、肺癌が見つかり、手術のため12月18日から療養。同年末に熊本市内の病院で右肺の一部切除手術を受け、翌2016年1月11日に公務復帰した。
2016年6月、小野の副知事再任を求める人事案が県議会で同意され、2期目の任期が開始。
11月、熊本地震からの観光分野の復興を議論する「熊本観光復興会議」で座長を務めた。
2020年6月に2期目の副知事任期を満了したのち、3期目も続投する意向だったが、同年の知事選で再選し「知事は3期まで」という不文律がある熊本県政界で異例の4期目に入った蒲島から「副知事の任期は2期8年が適切」との考えを伝えられ、経験を生かす別の道を模索することになる。

### 2020年東京都知事選挙への出馬

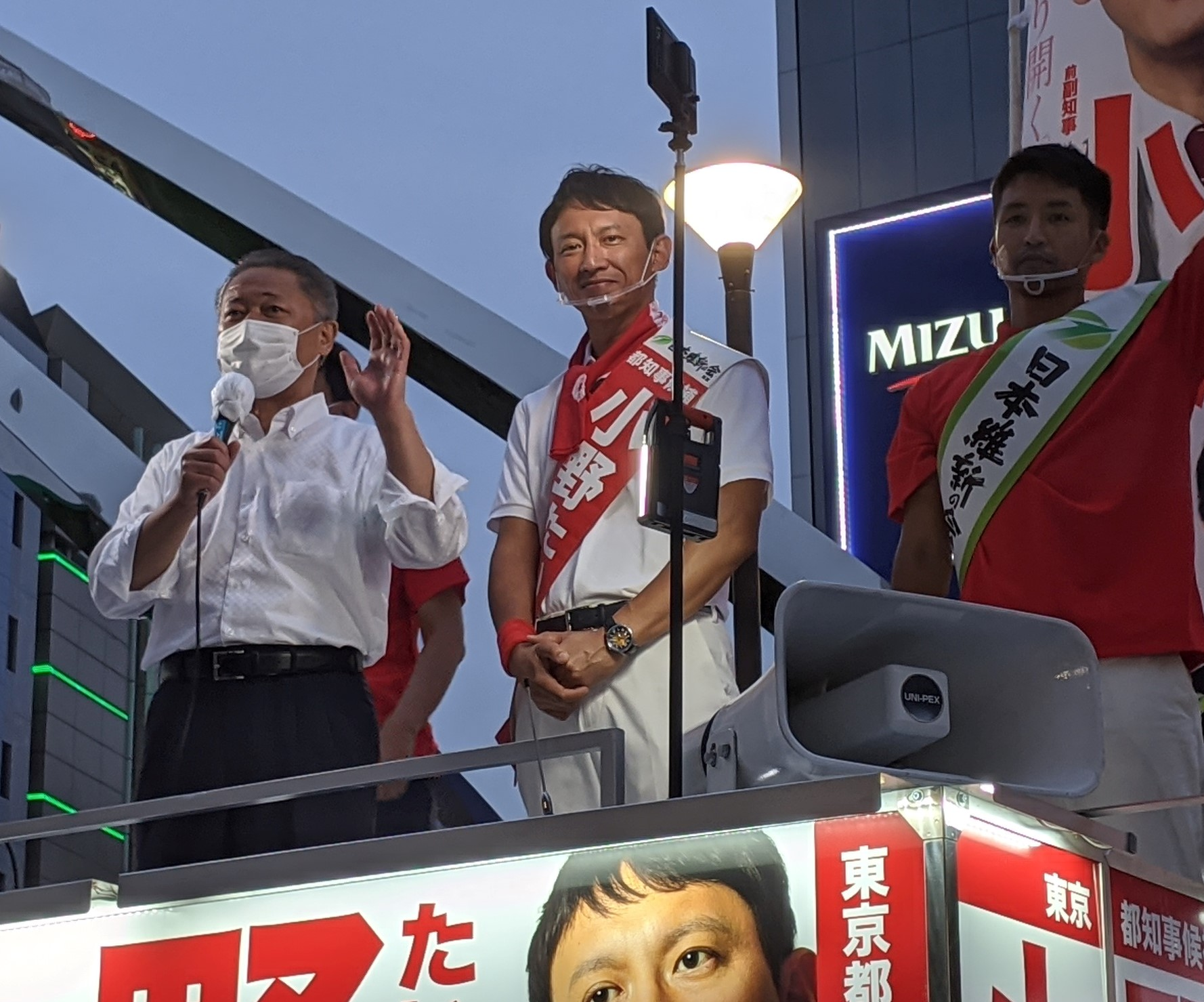
都知事選での街頭演説（中央）。左は日本維新の会幹事長の馬場伸幸（2020年6月25日、蒲田駅）

2020年6月2日午後、熊本市内のホテルで記者会見を開き、6月20日の副知事の任期満了に伴い、7月5日に投開票が行われる予定の東京都知事選挙へ無所属で出馬することを表明した。
6月7日午後、小野は大阪市内のホテルで日本維新の会代表の松井一郎、幹事長の馬場伸幸と会談し、東京維新の会代表の柳ヶ瀬裕文と共に推薦を要請した。松井から「無茶な戦いだと思うけれど、負けると分かっていてもやらないといけない戦いがある」と励まされたことで、小野は号泣したという。
6月8日、都知事選への立候補に伴い、熊本県副知事を同日付で辞職し、熊本県庁で記者会見を行った。小野は「熊本地震など困難な仕事が多かったが、悩みながらも一生懸命頑張ってきた」、と2期8年を振り返った。
6月9日、東京都庁において、柳ヶ瀬と東京維新の会副代表兼政調会長の音喜多駿、同代表代行石井苗子の同席のもと記者会見を開き、東京維新の会の支部推薦だけでなく、日本維新の会の本部推薦を得たことを発表した。また、現職の小池都知事の学歴に関する報道を受けて、小野は東京大学法学部の学位記（卒業証書）のコピーを持参しており、会見終盤に学位記を手に写真撮影を行った。
選挙期間中、柳ヶ瀬や馬場らとともに、国民民主党の前原誠司元外相も小野の応援に入った。前原は松下政経塾時代、小野が支えた蒲島に師事を仰いでいたこともあって、小野への支持を訴えた。
7月5日に投開票が行われ、小野は612,530票を獲得したものの、4位で落選した。また、得票率が9.99%と供託金返還ラインにわずか738票満たなかったため、供託金を没収された。だが、都心3区（港区、千代田区、中央区）では、小野の得票数が立憲民主党などが支援した宇都宮健児を上回って2位となった。小野は地盤がない東京での1ヶ月程度の活動で約61万2千票を獲得したことに関して、選挙後にツイッターで「維新の皆さんに支えられ、ここまで戦えた」と投稿した。

### 第49回衆議院議員総選挙で当選
2020年10月27日、第49回衆議院議員総選挙に東京1区（千代田区、港区の一部、新宿区の一部）から日本維新の会公認候補として立候補することを発表した。
2021年10月31日の投開票の結果、選挙区の得票数では当選した自民党の山田美樹や次点で比例復活した立憲民主党の海江田万里には及ばず4人中3位となったが、重複立候補した比例東京ブロックで復活し、初当選した。
2022年12月、小選挙区の区割り変更に伴い、次期衆院選では新たな区割りとなった東京7区（港区、渋谷区）に国替えすることが発表された。
2024年10月27日投開票の第50回衆議院議員総選挙では、小選挙区では4人中3位となり、重複立候補した比例東京ブロックにおいても惜敗率54.7%で次点となり、落選した。総選挙後、党に対し東京7区支部長の再任を辞退する意向を申し出た。また、拠点を熊本に移すことを自身のSNSで表明した。
2024年12月には立憲民主党熊本県連から、翌年の第27回参議院議員通常選挙熊本県選挙区への立候補を打診された。小野が当選後の所属会派を縛らないという条件を提示したのに対し、県連は党への所属を求め折り合いがつかず、2025年3月に立憲側が擁立見送りを決めた。小野は取材に対し、「憲法やエネルギー政策などで立憲民主党と自分の考えに隔たりがあった。野党が結集し参院選に臨む動きもみられない現状では出馬する状況にない」と述べた。
2025年6月25日、熊本県八代市長選挙に立候補を表明した。

## 政策・主張
- 2008年に県政策調整参与就任した後は、川辺川ダム計画の白紙撤回など重要政策について蒲島知事に提言し、蒲島は同年、計画の白紙撤回を表明[25]。小野は副知事退任時の会見で、印象深い出来事に川辺川ダム問題を挙げ、「（表明当日まで）知事と2人でぎりぎりまで表明文を手直しした。非常に難しい判断だった」と述べた[26]。

- 熊本県副知事就任後、同県のPRキャラクターである「くまモン」の著作権を県が買い取り、利用許諾を受けた場合は無償で使用できるようにした[4]。
- 表現の自由を守る観点から、青少年健全育成条例による不健全図書の指定基準を明確化し、図書の審査を行う青少年健全育成審議会を全面公開とすることを掲げている[一次資料 4]。
- 都知事選では、「身を切る改革」として自身の知事報酬・期末手当・退職金を一律50％カットすることを掲げたほか[11]、上下水道や都営交通などの一部民営化の検討、統合型リゾート（IR）の積極的な誘致を掲げた[27]。また、2021年に延期された東京五輪・パラリンピックについて、「感染症対応への時間を確保しながら、より完全な形で開催するため」に2024年への延期も視野に、国際オリンピック委員会（IOC）などと再交渉していくとした[11]。
- 憲法改正に賛成。憲法9条への自衛隊の明記については、どちかといえば賛成。
- 日本の防衛力強化について、どちらかといえば賛成。

### 文書通信交通滞在費の問題提起
2021年11月10日の初登院後、小野が議員会館の部屋に戻ると、机の上に分厚い現金の札束が入った封筒が置かれていた。その中身は、10月31日分（1日分）の歳費と11月分の歳費全額、10月分の文書通信交通滞在費（文通費）100万円、11月分の上半期の文通費50万円であった。文通費は日割りで支給する仕組みがなかったため、同年10月31日の衆院選で初当選した新人議員にも10月分の満額100万円が支払われていたのである。
11月12日の特別国会後、小野は文章投稿サイトで、国会議員に支給されたこの「文通費」の問題点を指摘した。小野は歳費が日割りであるのに対し、10月31日の1日しか議員としての身分が発生していない新人議員に文通費が満額100万円支給されたことを疑問視して、「働いていないのに、全額もらっているものを、そのまま受け取るのは、私自身もそんなのでいいんだろうか」と発言。その結果、小野の問題提起が話題となり、文通費見直しに向けた議論のきっかけを作った。
2022年4月15日、国会法や歳費法などを改正する関連法が成立し、これにより日割り支給に改められた一方、名称が「調査研究広報滞在費」となり支給目的も拡大し、目的外使用が常態化している実態を合法化する内容になった。日割り支給を問題提起していた小野自身も文通費を事務所の維持費や私設秘書の人件費に充てており、小野は「文通費とは関係がないといった批判もある」とした上で、「必要なことには堂々と使い、領収書を公開して逃げずにその必要性を訴えていけばいい。公開した上で、国民の判断を仰ぐことが大切だ」と述べた。

## 人物
- 家族は妻、長男（2011年生）、長女と次女（双子、2015年生）[一次資料 2]。
- 趣味は三線（琉球民謡）、テニス、ゴルフ、ドライブ[一次資料 2]。
- 好物は日本酒、球磨焼酎、泡盛、カクテル、ラーメン、かつ丼、辛子明太子、ベビースター、黒糖かりんとう[一次資料 2]。
- 尊敬する人物は、ローマ帝国時代の政治家アウグストゥス[一次資料 2]。
- 座右の銘は、「精神の自由」[一次資料 2]。
- 身長は178cm[32]。
- 参議院議員の柳ヶ瀬裕文は海城高校の同級生[33]、音喜多駿は後輩にあたる。
- 熊本県知事の蒲島郁夫は東京大学時代の恩師にあたる[4]。蒲島は学生時代の小野を「ゼミ旅行に行く時に、先生用、普通の学生用、お金がない学生用と三つのコースを示すなど、配慮ができる学生だった」と述べている[4]。

## 旧統一教会との関係
2022年8月2日、日本維新の会国会議員団が発表した「世界平和統一家庭連合（旧統一教会）および関連団体との関わりについての調査」において、世界平和統一家庭連合関係者が多数関係している熊本県ピースロードの実行委員として名義を貸したことが明らかになった。

## 著書
- 『わずか3週間で61万票とった男: 東京都知事選の3週間でフォロワー数が3万人に！ 「#こたえて小野たいすけ」で見せた男気と誠意』（金風舎）2020/10/15
- 『挑戦力　挑む力 向き合う覚悟』 (金風舎) 2021/2/28

## 選挙歴
| 当落 | 選挙                   | 執行日         | 年齢 | 選挙区      | 政党         | 得票数     | 得票率 | 定数 | 得票順位 /候補者数 | 政党内比例順位 /政党当選者数 |
| ---- | ---------------------- | -------------- | ---- | ----------- | ------------ | ---------- | ------ | ---- | ------------------ | ---------------------------- |
| 落   | 2020年東京都知事選挙   | 2020年7月5日   | 46   | ーー        | 無所属       | 61万2530票 | 9.99%  | 1    | 4/22               | /                            |
| 比当 | 第49回衆議院議員総選挙 | 2021年10月31日 | 47   | 東京都第1区 | 日本維新の会 | 6万230票   | 23.70% | 1    | 3/4                | 2/2                          |
| 落   | 第50回衆議院議員総選挙 | 2024年10月27日 | 50   | 東京都第7区 | 日本維新の会 | 4万7196票  | 22.92% | 1    | 3/4                | 3/2                          |